# 後百済
後百済（ごくだら／こうひゃくさい／フベクチェ、892年 - 936年）は、後三国時代、挙兵した甄萱（キョン・フォン）が、新羅によって滅ぼされた百済の復興を唱えて建国した国。

## 歴史
甄萱は、尚州の豪農出身で、西南海で軍功をたてて頭角をあらわし、新羅により将軍に抜擢された。しかし、甄萱は、将軍の位に不満を持ち、根拠地の西南海で勢力を蓄え、挙兵を準備した。
892年、農民一揆に乗じて挙兵し、武珍州（全羅南道光州）、更に完山州（全羅北道全州）を占領し、当初、「新羅西面都統治指揮兵馬制置、持節都督全武公等州軍事、行全州刺史兼御使中丞、上柱国、漢南郡開国公」と称した。
900年、王となり、国号を百済と定めた。
920年、甄萱は、新羅西部の大耶城（テヤソン）を攻略し、更に高麗南端の進礼城に進軍し、高麗との戦端を開いた。当初、勢力は互角であり、922年、後百済は、日本に参戦を要請したが拒絶された。後唐にも朝貢したが、名ばかりの官職しか得られず、実質的な援助はなかった。
926年10月、後百済は、金城を占領し、新羅の景哀王を自殺させた。高麗王王建（ワン・ゴン）は、新羅の救援に赴いたが大敗した。同年12月、甄萱は休戦を申し入れ、927年3月、王建はこれを受諾したが、同年5月には再び戦闘が再開された。929年、後百済は、慶尚北道で快進撃を収め、再び日本に援助を要請したが、再び拒絶された。
930年、高麗は反撃に転じ、古昌郡において後百済は大敗した。
934年、甄萱は、再び休戦を要請したが、王建はこれを受け入れず、後百済軍に対して攻撃を続行した。
935年、甄萱の長男の神剣（シンゴム）は、次男の良剣（ヤンゴム）と三男の龍剣（ヨンゴム）と共謀して父の甄萱を幽閉し、後継者の予定だった四男の金剛（クムガン）を殺害した。
同年6月、初代後百済王だった甄萱は、娘を連れて高麗に投降した。王建は甄萱に「尚父」の称号を奉り、父親に準ずる敬意を表わして優遇した。
936年6月、甄萱は、自ら息子の神剣を討伐することを王建に請い、王建は甄萱とともに後百済を滅ぼした。甄萱はまもなく死去し、良剣と龍剣は晋州に流され、その後殺害された。同時に、王建は、甄萱の娘婿の朴英規（パク・ヨンギュ）に爵位を与え、甄氏の懐柔に努めた。